# Malo Crniće
Malo Crniće (en serbe cyrillique : Мало Црниће) est une localité et une municipalité de Serbie situées dans le district de Braničevo. Au recensement de 2011, la localité comptait 719 habitants et la municipalité dont elle est le centre 11 422.
Malo Crniće est officiellement classé parmi les villages de Serbie.

## Géographie
Malo Crniće est situé sur les bords de la Mlava, dans la région géographique du Stig.

## Localités de la municipalité de Malo Crniće

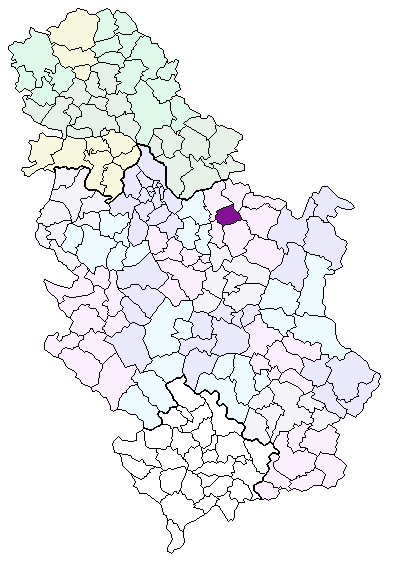
Localisation de la municipalité de Malo Crniće en Serbie

La municipalité de Malo Crniće compte 19 localités :
| - Aljudovo - Batuša - Boževac - Veliko Selo - Veliko Crniće - Vrbnica - Zabrega - Kalište - Kobilje - Kravlji Do | - Kula - Malo Gradište - Malo Crniće - Salakovac - Smoljinac - Toponica - Crljenac - Šapine - Šljivovac |

Toutes les localités, y compris Malo Crniće, sont officiellement classées parmi les « villages » (село/selo) de Serbie.

## Démographie

### Ville

#### Évolution historique de la population dans la localité
| 1948  | 1953  | 1961  | 1971  | 1981  | 1991  | 2002 | 2011 |
| ----- | ----- | ----- | ----- | ----- | ----- | ---- | ---- |
| 1 258 | 1 354 | 1 412 | 1 307 | 1 225 | 1 113 | 882  | 719  |

## Politique
À la suite des élections locales serbes de 2008, les 24 sièges de l'assemblée municipale de Malo Crniće se répartissaient de la manière suivante :
| Parti                                                                         | Sièges |
| ----------------------------------------------------------------------------- | ------ |
| Pour une Serbie européenne                                                    | 9      |
| Parti socialiste de Serbie - Parti des retraités unis de Serbie - Serbie unie | 5      |
| Parti radical serbe                                                           | 5      |
| Parti démocratique de Serbie - Nouvelle Serbie                                | 5      |
| Mouvement pour le Stig et la Mlava                                            | 4      |

Esidol Perić, membre du Parti démocratique du président Boris Tadić, a été élu président (maire) de la municipalité.

## Culture
Malo Crniće organise chaque année le Festival de théâtre amateur des villages de Serbie, Fedras (en serbe : Фестивал драмских аматера села Србије et Festival dramskih amatera sela Srbije). L'assemblée de la municipalité distribue le prix littéraire Srboljub Mitić.